# Alejandro Ávila
Alejandro Aranda Ávila (Guanajuato, 24 de novembro de 1973) é um ator e cantor mexicano.

## Biografia
Iniciou sua carreira em 1996, na novela Marisol, atuando ao lado de Erika Buenfil e Eduardo Santamarina. 
Ao longo de sua carreira participou de várias telenovelas, entre elas Esmeralda, Rosalinda, El precio de tu amor, Amigas y rivales, El amor no tiene precio e Amar sin límites.
Em 2007 se integra ao elenco da telenovela de época Pasión, atuando ao lado de Susana González e Fernando Colunga. No ano seguinte interpreta a 'Víctor' em Tormenta en el paraíso. Na sequência, em 2008, integrou o elenco da novela Juro que te amo, atuando com Ana Brenda, José Ron e Patricia Navidad.
Em 2012 interpretou um dos vilões na telenovela Porque el amor manda. O personagem era destinado ao ator Pedro Moreno, porém como este saiu, Alejandro assumiu o papel. Em 2015, interpretou mais um vilão, desta vez na novela Que te perdone Dios.

## Carreira

### Telenovelas
- Amor amargo (2024-2025) - Guillermo
- El Conde: Amor y honor (2024) - Guillermo "Memo" Garza
- El maleficio (2023-2024) - Joel Núñez
- Parientes a la fuerza (2021-2022) - Tenoch Cruz
- Como tu no hay dos (2020) - Germán Muñoz
- Vencer el miedo (2020) - David Cifuentes
- El dragón (2019-2020) - Ulises Murat
- Tenías que ser tú (2018) - Dr. Luis Urrutia
- Por amar sin ley (2018) - Álvaro Domínguez
- Me declaro culpable (2017-2018) - Gael Ahumada
- Mi adorable maldición (2017) ... Camilo Espinoza
- Vino el amor (2016) ... Marcos Múñoz
- Corazón que miente (2016) ... Rogelio Medina Sánchez
- Que te perdone Dios (2015) .... Lucio Ramírez
- Lo que la vida me robó (2013-2014) .... Víctor Hernández
- Porque el amor manda (2012-2013) .... Fernando Rivadeneira
- Corona de lágrimas  (2012) .... Baldomero Chavero
- Abismo de pasión (2012) ....Doctor Manrique
- La que no podía amar (2011-2012) .... Ernesto Cortés
- Teresa (2010-2011) .... Cutberto González
- Corazón salvaje (2009).... Pablo Miranda
- Juro que te amo (2008).... Mariano Lazcano
- Tormenta en el paraíso (2007).... Víctor
- Pasión (2007).... Juancho
- Amor sin maquillaje (2007) ....Él mismo
- Amar sin límites (2006-2007).... Mario López
- Duelo de pasiones (2006).... Orlando Villaseñor
- El amor no tiene precio (2005).... Dr. Arnaldo Herrera
- Piel de otoño (2005).... Bruno Dordelli
- De pocas, pocas pulgas (2003).... Lorenzo Valverde
- La otra (2002).... Román Guillén
- Amigas y rivales (2001).... Sebastián Morales
- El precio de tu amor (2000-2001).... Guillermo San Miguel
- Cuento de Navidad (1999).... Saúl Coder (joven)
- Tres mujeres (1999-2000).... Claudio Altamirano
- Amor gitano (1999)
- Rosalinda (1999).... Gerardo Navarrete
- Infierno en el paraíso (1999) .... Felipe
- Rencor apasionado (1998).... Alejandro Mena
- Esmeralda (1997).... Diseñador
- La culpa (1996).... Judicial
- Tú y yo (1996) ... Tomás Santillana (Joven)
- La sombra del otro (1996).... Benito
- Marisol (1996).... Castello
- Lazos de amor (1995).... Jorge
- El premio mayor (1995).... Hugo

### Séries
- Control Z (2020)
- Julia vs. Julia (2019) - Emiliano
- La bella y las bestias (2018) - Enrique León
- El equipo (2011) - Carrasco
- XY  (2010) - Fernando
- Tiempo final (2009) - Dos episódios (Felipe), (Daniel)[5]
- La familia P. Luche- (2002)- Ludoviquito (Adulto)
- Mujeres asesinas (2008-2009) - Dos episódios, (Antonio Valdivia), (José)
- La rosa de Guadalupe (2008) - La esperanza del perdón (Luis)
- Mujer, casos de la vida real
- Vecinos (2005) - América vs. Chivas (Federico)
- Diseñador de ambos sexos (2001) Capítulo 2: En la guerra y el amor,

### Cinema
- La niña de Izamal (1993)
- La rata (1991)
- El estrangulador de la rosa (1990).... padrote 2
- La ley de la mafia (1990).... hampón #3

## Prêmios e Indicações

### Premios TVyNovelas
| Ano  | Categoria                | Telenovela           | Resultado |
| ---- | ------------------------ | -------------------- | --------- |
| 2016 | Melhor ator antagonista  | Que te perdone Dios  | Nomeado   |
| 2014 | Melhor ator co-estelar   | Porque el amor manda | Nomeado   |
| 2009 | Melhor ator protagonista | Juro que te amo      | Nomeado   |